# نظریه وابستگی

کشورهای تحت نظریهٔ وابستگی

نظریهٔ وابستگی یک مکتب فکری در علوم اجتماعی معاصر می‌باشد که در صدد کمک به درک توسعه‌نیافتگی، تجزیه‌و‌تحلیل علل آن، و تا حدودی مسیرهای غلبه بر آن است. نظریه وابستگی که در برابر (نظریه نوسازی) مدرنیسم شکل گرفت تحت تأثیر اندیشه‌های رایٔول پربیش (اقتصاددان آرژانتینی و مدیر کمیسیون اقتصادی سازمان ملل در آمریکای جنوبی) در اواخر دهه ۱۹۵۰ توسعه یافت. این نظریه نشان می‌دهد که راه پیشرفت تنها از طریق الگو قرار دادن کشورهای توسعه یافته می‌باشد، این روند سبب شکل گیری اقتصاد وابسته به کشورهای توسعه یافته گشته و الگوی سیستم اقتصادیِ "مرکز - پیرامون" را ایجاد می‌کند که کشورهای صنعتی در مرکز این اقتصاد قرار گرفته و کشورهای در حال توسعه در پیرامون آن جای می‌گیرند. مطالعات پربیش و همکاران او نشان داد که فعالیت‌های اقتصادی در کشورهای ثروتمند اغلب منجر به مشکلات جدی در کشورهای فقیر می‌گردد.
این نظریه تحت فعالیت‌های علمی آندره گوندرقرانک و شماری از اقتصاددانان دیگر در دهه ۱۹۷۰ به مکتب وابستگی ارتقاء یافت.
این نظریه در دهه ۱۹۷۰–۱۹۶۰ به سبب گسترش فقر در بیشتر نقاط جهان، به عنوان نظریه‌ای انتقادی در برابر نظریه نوسازی مشهور گردید.
نظریه وابستگی نئومارکسی توسعه‌نیافتگی (۱۹۶۶) و «سرمایه و توسعه‌نیافتگی در آمریکای لاتین» (۱۹۶۷) عناوین دو اثر مهم آندره گوندر فرانک از پرنفوذترین نظریه‌پردازان رویکرد وابستگی نئومارکسی در دهه‌های ۱۹۶۰ و ۱۹۷۰ است. این عناوین رویکرد وی را به خوبی بیان می‌کنند.
فرانک با استناد به تجربه تاریخی کشورهای آمریکای‌لاتین که در قرن نوزدهم و اوایل قرن بیستم عمدتاً مستعمره دول استعماری پرتغال و اسپانیا بودند، فرضیه پل باران مبنی بر تأثیر منفی سرمایه توسعه‌طلب بر توسعه اقتصادهای مستعمراتی را تأیید می‌کند. از نظر وی، هر زمان که در این منطقه سیطرهٔ استعماری وجود داشته، توسعه‌نیافتگی شدت پیدا کرده و هر زمان که این سیطره از بین رفته، توسعه در آن امکان‌پذیر شده است.
از نظر فرانک توسعه‌نیافتگی آن روی سکه توسعه‌یافتگی است. برای شناخت توسعه‌نیافتگی باید توسعه‌یافتگی را و برای شناخت توسعه‌یافتگی باید توسعه‌نیافتگی را دریافت. از این منظر، توسعه‌یافتگی و توسعه‌نیافتگی دو روی مقابل سکه واحدی به نام رابطه وابستگی و سلطه هستند. تا زمانی که این رابطه در چارچوب نظام سرمایه‌داری برقرار است، «توسعه‌نیافتگی» فرجام کشورهای پیرامونی است.